# هوكي القوة
هوكي القوة المعروف أيضًا باسم هوكي الكراسي المتحركة الكهربائية (Powerchair Hockey) هي لعبة هوكي تنافسية سريعة الوتيرة تعتمد على استخدام كرسي متحرك كهربائي. تستمد الرياضة أساسها من هوكي الجليد وهوكي الأرضية، ولكن مع قواعد معدلة لتمكين الأشخاص ذوي الإعاقات، الذين يستخدمون كرسي متحرك كهربائي، من اللعب والنشاط في بيئة فريق تنافسية. يشار إلى الرياضة أيضًا باسم هوكي الكراسي المتحركة الكهربائية أو كرة الأرضية للكراسي المتحركة الكهربائية في أجزاء مختلفة من العالم.

## تاريخ هوكي القوة
في السبعينيات، بدأت بعض المدارس الحكومية في تقديم دروس رياضية للتلاميذ ذوي الإعاقة. كانت غالبية الأطفال يعانون من إعاقات جسدية أعاقت حركتهم بشكل كبير (ضمور عضلي، شلل دماغي) ولم يكونوا قادرين على المشاركة في الرياضات السائدة. كان هذا النوع من الرياضة رائعًا للتكيف لأنه يمكن ممارسته فقط باستخدام قدرة المناورة لـلكرسي المتحرك، وعدم التركيز على الحركة الحركية الكبرى وقوة العضلات.
هناك أوجه تشابه مع كرة الصالات. يشار إلى هوكي القوة أيضًا باسم "هوكي الكراسي المتحركة الكهربائية"، ولهذا الاسم بعض التاريخ وراءه. مع تشابهه الكبير مع هوكي الجليد، كان يطلق عليه في البداية ببساطة "هوكي الكراسي المتحركة"، ولكن لاحقًا للإشارة إلى استخدام كرسي متحرك كهربائي، تمت إضافة كلمة "كهربائي".
بدأ هوكي القوة (هوكي الكراسي المتحركة الكهربائية) في الحصول على اهتمام الجمهور في أواخر الثمانينيات، عندما أقيمت البطولات في ألمانيا وهولندا. ومع ذلك، لم يبدأ هوكي القوة في الحصول على اهتمام دولي حتى التسعينيات. في عام 1998، أقيمت أول ألعاب عالمية لهوكي القوة على الإطلاق في أوترخت بهولندا. في عام 2001، أقيمت بطولة دولية كبيرة لهوكي القوة في مينيابوليس. في السنوات التالية، تم تشكيل بطولات العالم وبطولات أوروبا والمزيد من البطولات في دول أوروبية أخرى مثل بلجيكا وفنلندا وإيطاليا.

## المراكز
يمكن أن يتغير عدد اللاعبين في فريق معين، ولكن في أي وقت معين يوجد خمسة لاعبين في الملعب. عادة ما يكون هناك مدرب رئيسي واحد ومساعد مدرب واحد لتوجيه حركات أعضاء الفريق.
- لاعب وسط لاعب وسط واحد
- حارس مرمى واحد
- مركزي جناح (يسار ويمين)
- مركز مدافع واحد

## تغييرات القواعد
- يُستخدم ملعب كرة سلة بدلاً من الجليد.
- تُستخدم كرة بلاستيكية بدلاً من قرص هوكي.
- عصا الهوكي المستخدمة مصنوعة بالكامل من البلاستيك.
- يمكن للاعبين ذوي نطاق الحركة المحدود بشكل مفرط اللعب بعصا على شكل حرف T (T-stick).
- نظرًا لقدرة حراس المرمى المحدودة على الحركة، فإنهم لا يجمدون الكرة. بدلاً من ذلك، يطلق الحكم صافرته لإيقاف اللعب عندما تكون الكرة تحت كرسي حارس المرمى المتحرك، ويُستأنف اللعب بإعادة تبدأ من عند الحارس (keeperball).
- "تتكون كل مباراة في الأدوار الإقصائية من ثلاث فترات مدة كل منها خمسة عشر دقيقة بوقت مستمر. تُلعب آخر دقيقتين من الفترة الثالثة على أساس الوقت المتوقف" ("CEWHA Official Tournament Rules and Regulations"). إذا كان التعادل قائمًا في نهاية المباراة، تلعب الفرق لمدة خمس دقائق إضافية، والفريق الذي يسجل أولاً يفوز ("CEWHA Official Tournament Rules and Regulations").

## المعدات
- "يجب على جميع اللاعبين استخدام كرسي متحرك كهربائي. لا يُسمح بالكراسي المتحركة اليدوية والدراجات البخارية الكهربائية" ("CEWHA Official Tournament Rules and Regulations").
- يُطلب من جميع اللاعبين ارتداء قمصان فريقهم المميزة عن قمصان الفرق الأخرى في جميع الأوقات ("CEWHA Official Tournament Rules and Regulations").
- يجب أن يكون جميع اللاعبين مجهزين بالكامل بنظارات واقية وحزام أمان ("CEWHA Official Tournament Rules and Regulations").